# Panama i olympiska sommarspelen 2016
Panama deltog med tio deltagare vid de olympiska sommarspelen 2016 i Rio de Janeiro. Ingen av landets deltagare erövrade någon medalj.

## Boxning
Damer
| Boxare        | Gren       | Omgång 1             | Kvartsfinal          | Semifinal            | Final                | Final            |
| Boxare        | Gren       | Motståndare Resultat | Motståndare Resultat | Motståndare Resultat | Motståndare Resultat | Placering        |
| ------------- | ---------- | -------------------- | -------------------- | -------------------- | -------------------- | ---------------- |
| Atheyna Bylon | Mellanvikt | Bandeira (BRA) L 1–2 | Gick inte vidare     | Gick inte vidare     | Gick inte vidare     | Gick inte vidare |

## Friidrott
Förkortningar
- Notera– Placeringar avser endast det specifika heatet.
- Q = Tog sig vidare till nästa omgång
- q = Tog sig vidare till nästa omgång som den snabbaste förloraren eller, i fältgrenarna, genom placering utan att nå kvalgränsen
- NR = Nationellt rekord
- N/A = Omgången fanns inte i grenen
- Bye = Idrottaren behövde inte tävla i omgången

Bana och väg
| Idrottare          | Gren                    | Heat     | Heat      | Semifinal        | Semifinal        | Final            | Final            |
| Idrottare          | Gren                    | Resultat | Placering | Resultat         | Placering        | Resultat         | Placering        |
| ------------------ | ----------------------- | -------- | --------- | ---------------- | ---------------- | ---------------- | ---------------- |
| Alonso Edward      | Herrarnas 200 meter     | 20,19    | 1 Q       | 20,07            | 1 Q              | 20,23            | 7                |
| Jorge Castelblanco | Herrarnas maraton       | i.u.     | i.u.      | i.u.             | i.u.             | 2:39:25          | 135              |
| Yvette Lewis       | Damernas 100 meter häck | 13,35    | 8         | Gick inte vidare | Gick inte vidare | Gick inte vidare | Gick inte vidare |

## Fäktning
| Idrottare     | Gren           | Omgång 2          | Omgång 2             | Kvartsfinal       | Semifinal         | Final / BM        | Final / BM       |                  |
| Idrottare     | Gren           | Motståndare Poäng | Motståndare Poäng    | Motståndare Poäng | Motståndare Poäng | Motståndare Poäng | Placering        |                  |
| ------------- | -------------- | ----------------- | -------------------- | ----------------- | ----------------- | ----------------- | ---------------- | ---------------- |
| Eileen Grench | Damernas sabel | Aoki (JPN) W 15–5 | Zagunis (USA) L 4–15 | Gick inte vidare  | Gick inte vidare  | Gick inte vidare  | Gick inte vidare | Gick inte vidare |

## Gymnastik

### Artistisk
Damer
| Gymnast                | Gren                 | Kval    | Kval    | Kval    | Kval    | Kval   | Kval      | Final            | Final            | Final            | Final            | Final            | Final            |
| Gymnast                | Gren                 | Redskap | Redskap | Redskap | Redskap | Totalt | Placering | Redskap          | Redskap          | Redskap          | Redskap          | Totalt           | Placering        |
| Gymnast                | Gren                 | V       | UB      | BB      | F       | Totalt | Placering | V                | UB               | BB               | F                | Totalt           | Placering        |
| ---------------------- | -------------------- | ------- | ------- | ------- | ------- | ------ | --------- | ---------------- | ---------------- | ---------------- | ---------------- | ---------------- | ---------------- |
| Isabella Amado Medrano | Individuell mångkamp | 13,900  | 12,733  | 13,333  | 12,866  | 52,832 | 44        | Gick inte vidare | Gick inte vidare | Gick inte vidare | Gick inte vidare | Gick inte vidare | Gick inte vidare |

## Simning
| Simmare         | Gren                     | Heat    | Heat      | Semifinal        | Semifinal        | Final            | Final            |
| Simmare         | Gren                     | Tid     | Placering | Tid              | Placering        | Tid              | Placering        |
| --------------- | ------------------------ | ------- | --------- | ---------------- | ---------------- | ---------------- | ---------------- |
| Édgar Crespo    | Herrarnas 100 m bröstsim | 1.02,78 | 41        | Gick inte vidare | Gick inte vidare | Gick inte vidare | Gick inte vidare |
| María Far Núñez | Damernas 200 m fjärilsim | 2.23,89 | 27        | Gick inte vidare | Gick inte vidare | Gick inte vidare | Gick inte vidare |

## Taekwondo
| Idrottare         | Gren            | Åttondelsfinaler         | Kvartsfinaler        | Semifinaer           | Återkval             | Final                | Final            |
| Idrottare         | Gren            | Motståndare Resultat     | Motståndare Resultat | Motståndare Resultat | Motståndare Resultat | Motståndare Resultat | Placering        |
| ----------------- | --------------- | ------------------------ | -------------------- | -------------------- | -------------------- | -------------------- | ---------------- |
| Carolena Carstens | Damernas −57 kg | Asemani (BEL) L 1–13 PTG | Gick inte vidare     | Gick inte vidare     | Gick inte vidare     | Gick inte vidare     | Gick inte vidare |